# Kitaa

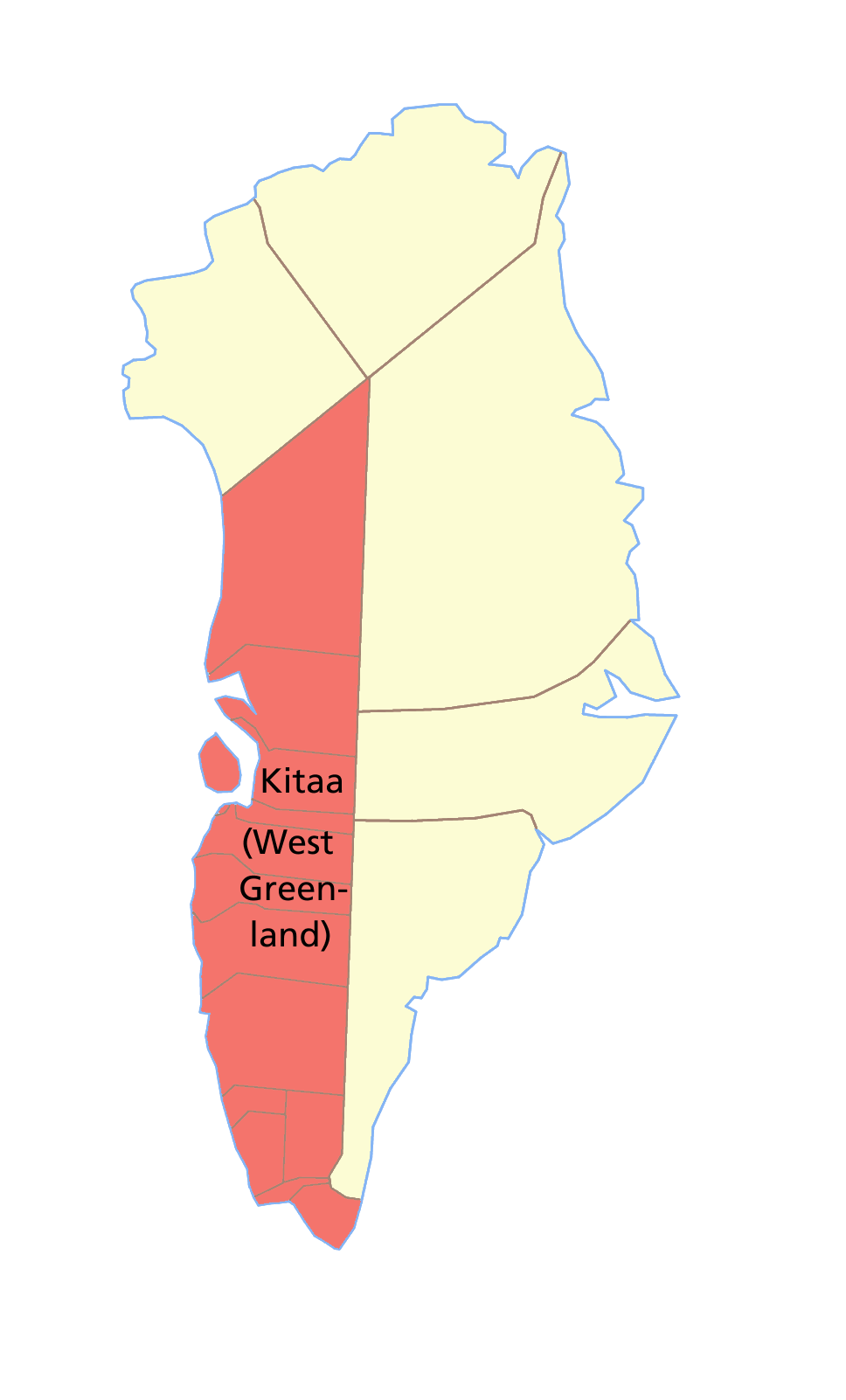
Mapa de Groenlandia Occidental.

Kitaa/Vestgrønland (Groenlandia Occidental) fue la más poblada de las tres antiguas regiones (amt) en las que se dividía Groenlandia (Dinamarca) hasta 2009, albergando a casi el 90% de la población total. Su capital era también la capital groenlandesa, Nuuk.
Limitaba al oeste con la bahía de Baffin, estrecho de Davis, mar del Labrador y el océano Atlántico. Por el este limitaba con Groenlandia Oriental.
Todos los municipios de la isla, a excepción de tres, se encontraban en 
Groenlandia Occidental. En orden geográfico,de sur a norte eran:
- Nanortalik
- Qaqortoq
- Narsaq
- Ivittuut
- Paamiut
- Nuuk
- Maniitsoq
- Sisimiut
- Kangaatsiaq
- Aasiaat
- Qasigiannguit
- Ilulissat
- Qeqertarsuaq
- Uummannaq
- Upernavik

- Datos: Q1364385